# Franz Wolf
Franz Wolf, född 9 april 1907 i Krummau, död 9 oktober 1999 i Palling, var en tysk SS-Scharführer, delaktig i Aktion T4 och Operation Reinhard.

## Biografi
Wolf studerade till jägmästare, men då han inte kunde finna något arbete inom detta gebit verkade han i sin fars fotoaffär. Efter Münchenkonferensen 1938 inlemmades Sudetlandet i Tyska riket och Wolf inkallades då till Wehrmacht. I andra världskriget tjänstgjorde han under Polenfälttåget 1939 och fälttåget mot Frankrike året därpå.
I september 1939 inleddes officiellt Nazitysklands så kallade eutanasiprogram Aktion T4, inom vilket psykiskt och fysiskt funktionshindrade personer mördades. Ett år senare placerades Wolf på eutanasianstalten (NS-Tötungsanstalt) i Hadamar. Han fick i uppgift att fotografiskt dokumentera patienterna.
I början av mars 1943 kommenderades Wolf tillsammans med sin äldre bror, SS-Unterscharführer Josef Wolf (1900–1943), till förintelselägret Sobibór, där han i huvudsak hade i uppgift att sortera de ankommandes värdesaker och kläder. Den 14 oktober 1943 gjorde fångarna uppror. Wolf sårades, medan hans bror dödades.

### Efter andra världskriget
År 1964 greps Wolf och ställdes året därpå inför rätta vid Sobibórrättegången i Hagen. Han dömdes till åtta års fängelse för delaktighet i massmord på minst 39 000 judar.